# گمینا گرابوویتس
گمینا گرابوویتس (به لهستانی:  Gmina Grabowiec) یک گمینا در لهستان است که در شهرستان زاموشتش واقع شده‌است. گمینا گرابوویتس ۱۲۸٫۸۸ کیلومتر مربع مساحت و ۴٬۲۸۹ نفر جمعیت دارد.